# Juan Ignacio Melgarejo
Juan Ignacio Melgarejo (n. 12 de julio de 1936 - f. Buenos Aires, 14 de mayo de 2008) fue un político argentino, perteneciente a la Unión Cívica Radical, que fungió como Senador Nacional por la provincia de Santa Cruz entre 1995 y 2000. Antes de su período como senador, ocupó una banca en la Cámara de Diputados provinciales de Santa Cruz, entre 1983 y 1991, ejerciendo también como presidente del Comité Provincial de la UCR Santacruceña entre 1989 y 1993, ejerciendo varios cargos dentro de su partido. Fue candidato a gobernador por el sublema radical "Lista Roja" en las elecciones de 1991, ubicándose segundo en el lema radical detrás de Ángela Sureda y cuarto en general.
Asumió como senador nacional con la creación del cargo de Senador por la minoría tras la reforma constitucional argentina de 1994, con mandato hasta el 10 de diciembre de 2001. Sin embargo, se vio envuelto en el escándalo nacional por supuestos sobornos en el Senado que envolvió al gobierno del radical Fernando de la Rúa y a varios senadores oficialistas y opositores a mediados del año 2000. Denunciando el escándalo como una maniobra política para desacreditarlo y solicitando ser investigado, Melgarejo dimitió el 22 de septiembre del mismo año, uno quince meses antes del final de su mandato constitucional, y convirtiéndose en el primer Senador involucrado en el escándalo en renunciar. Continuó ejerciendo cargos en la administración de De la Rúa como subsecretario de Pesca y Agricultura, hasta el abrupto final de dicho gobierno con la crisis de diciembre de 2001.
Después de la crisis se retiró de la política. Falleció en Buenos Aires en mayo de 2008, víctima de un cáncer de pulmón.